# Zeólito

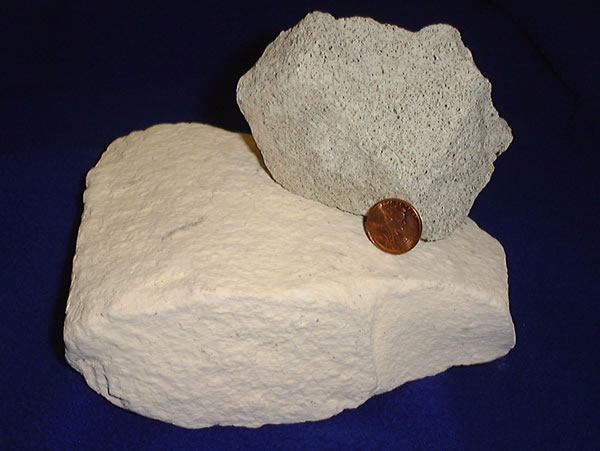
Zeólito

Os zeólitos, zeólitas ou zeolites [dos termos gregos zein (ferver) + lithos (pedra)] constituem um grupo numeroso de minerais que possuem uma estrutura porosa. O termo foi aplicado pela primeira vez pelo mineralogista sueco Axel Fredrik Cronstedt depois de observar que, após o aquecimento rápido de um mineral natural, as pedras começavam a saltitar à medida que a água se evaporava. Usando as palavras gregas significando "pedra que ferve", chamou este material zeólito.

## Descrição
São conhecidas mais de 80 espécies de zeólitos naturais e mais de 150 artificiais. Basicamente, são aluminosilicatos hidratados que possuem uma estrutura aberta que pode acomodar uma grande variedade de iões positivos, como o Na+, K+, Ca2+, Mg2+, entre outros. Estes iões positivos estão fracamente ligados à estrutura podendo ser prontamente substituídos por outros em solução de contacto. Alguns dos minerais mais comuns do grupo dos zeólitos são: analcime, chabazite, heulandite, natrolite, phillipsite e estilbite. Um exemplo da fórmula química de um deste minerais é Na2Al2Si3O10.2H2O, a fórmula da natrolite.
Os zeólitos naturais formam-se em locais onde rochas vulcânicas e cinza vulcânica reagem com água alcalina; também ocorrem em ambientes pós-deposicionais em que cristalizaram ao longo de milhares ou mesmo milhões de anos em bacias marinhas pouco profundas. Os zeólitos de ocorrência natural muito raramente são puros, sendo contaminados em grau variável por outros minerais, metais, quartzo ou outros zeólitos. Por esta razão, os zeólitos de ocorrência natural são excluídos de muitas das suas aplicações comerciais em que a pureza e uniformidade são essenciais.
Seus cristais geralmente são pequenos, mas bem formados, razão de serem muito apreciados por colecionadores. São bem conhecidos aqueles procedentes da Índia e do sul do Brasil.

## Zeólitos como peneiros moleculares
Os zeólitos são os membros aluminossilicatados da família dos sólidos microporosos conhecidos como peneiros moleculares. O termo peneiro molecular refere-se à propriedade particular destes materiais que consiste na capacidade de reter selectivamente moléculas por um processo de exclusão baseado no tamanho destas. Esta capacidade deve-se à sua estrutura porosa altamente regular de dimensões moleculares. O tamanho máximo da espécie molecular ou iónica que pode entrar nos poros de um zeólito é limitado pelos diâmetros dos tubos.
Os termos «zeólitas», «materiais microporosos» ou «peneiras moleculares» são frequentemente usados como sinónimos, ainda que equivocadamente (uma peneira molecular ou materiais microporosos não são necessariamente materiais zeolíticos). A combinação de um arranjo cristalino estável, a possibilidade de modular propriedades superficiais e uma configuração regular de microporos com dimensões bem definidas são alguns dos principais atractivos para a catálise e inúmeras outras aplicações. O termo peneira molecular foi criado por McBain em 1932 para definir materiais porosos que exibem a propriedade de agir como peneiras à escala molecular.
O modo de formação da estrutura dos zeólitos pode ser convenientemente tratado se partirmos de um silicato. A substituição de um átomo de silício (número de oxidação +4) por um átomo de alumínio (número de oxidação +3) resulta numa carga residual negativa na rede cristalina. Esta carga é neutralizada pelos chamados contra-iões, que podem ser protões, catiões de metais alcalinos e complexos catiónicos cujos volumes sejam compatíveis com as cavidades da estrutura zeolítica. Estes contra-iões são, geralmente, permutáveis.
A elevada capacidade de troca iónica, uma grande área superficial distribuída através de poros com diâmetros variáveis, a elevada estabilidade térmica e a elevada acidez fazem dos zeólitos materiais de extremo potencial para inúmeras aplicações, tendo mostrado destaque como adsorventes na purificação de gases, como trocadores iónicos em detergentes, na catálise na refinação do petróleo, na petroquímica e em aplicações biotecnológicas.